# Archiinocellia oligoneura
Archiinocellia oligoneura — вид викопних комах ряду Веслокрилі (Raphidioptera), що існував у ранньому еоцені.
Вид був вперше вивчений і описаний палеонтологом Антоном Гандліршем по зразку, зібраному канадським геологом і палеонтологом Лоуренсом М. Лямбе в ході польових робіт у центрі Британської Колумбії. Відомий лише один екземпляр (голотип), який був зібраний 21 липня 1906 року у викопних породах поблизу шахти Horsefly Horsefly (Британська Колумбія). Голотип складається з відбитків частини одного переднього та одного заднього крила. Не вистачає основи і частини вершин крила. Збережена частина крила завдовжки 0,7 мм, що дозволяє оцінити загальну довжину крила у 12-14 мм.